# Kusatsu/Shima
Pour les articles homonymes, voir Akagi.
Le Kusatsu/Shima (草津・四万) est un train express existant au Japon et exploité par la compagnie JR East, qui relie la ville de Tokyo au bourg de Naganohara.

## Gares desservies
Le Kusatsu/Shima circule principalement de la gare d'Ueno à la gare de Naganohara-Kusatsuguchi en empruntant les lignes Tōhoku, Takasaki, Jōetsu et Agatsuma. Certains trains sont terminus Tokyo.
| Nom des gares           |
| ----------------------- |
| Tokyo                   |
| Ueno                    |
| Akabane                 |
| Urawa                   |
| Ōmiya                   |
| Kumagaya                |
| Takasaki                |
| Shin-Maebashi           |
| Shibukawa               |
| Nakanojō                |
| Naganohara-Kusatsuguchi |

## Matériel roulant
Les services Kusatsu/Shima sont effectués par des rames série E257 depuis le 18 mars 2023. Dans le passé, ils ont été effectués par les séries 185 et 651 (sous le simple nom Kusatsu).

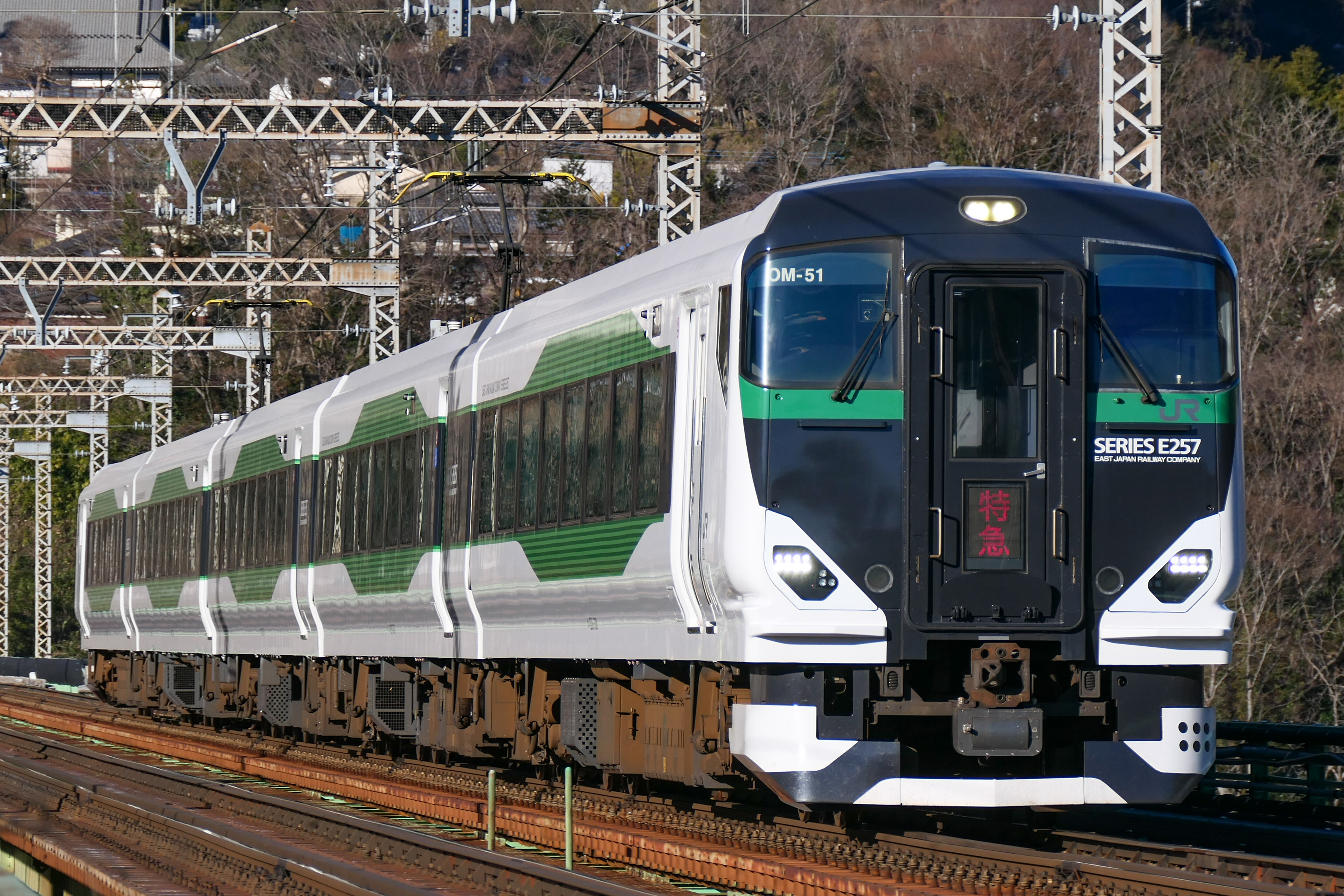
Série E257
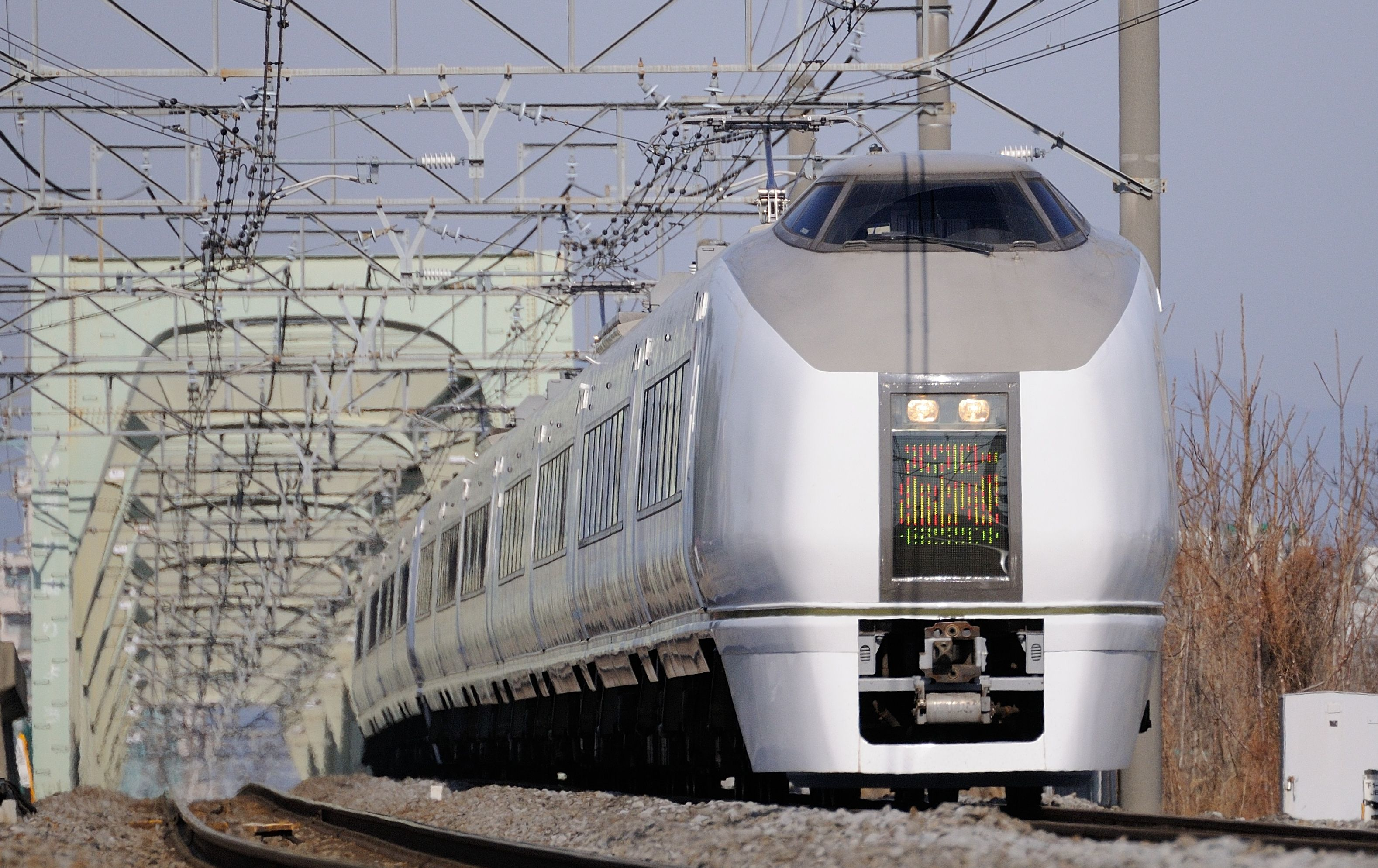
Série 651
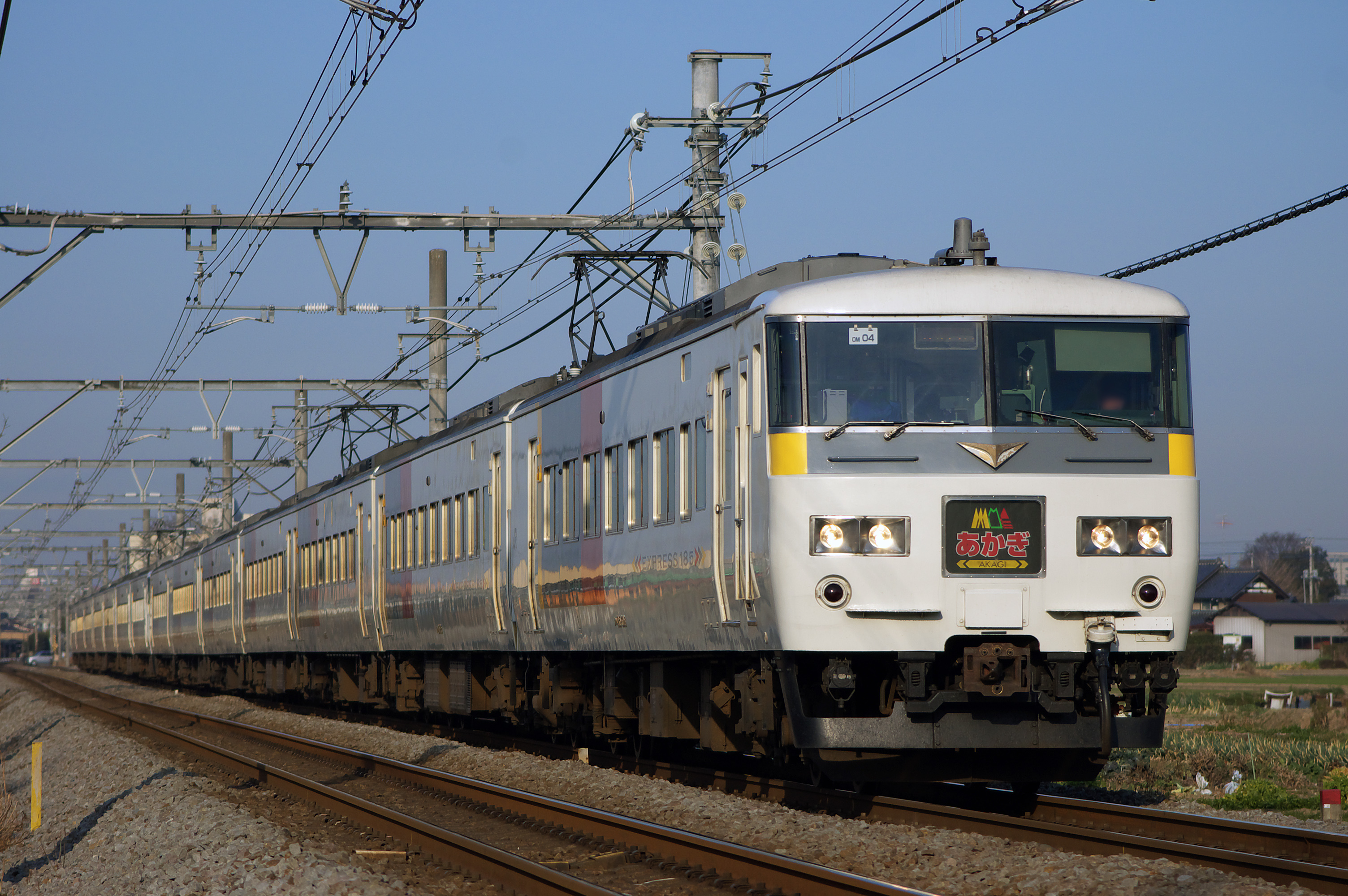
Série 185

## Composition des rames
- Série E257 :

| N° de voiture | 1       | 2       | 3       | 4       | 5       |
| Classe        | Réservé | Réservé | Réservé | Réservé | Réservé |